# Gelis thripites
Gelis thripites là một loài tò vò trong họ Ichneumonidae.